# Kai Cipot
Kai Cipot, né le 28 avril 2001 à Murska Sobota en Slovénie est un footballeur slovène. Il joue au poste de défenseur central au NŠ Mura.

## Biographie

### En club
Né à Murska Sobota en Slovénie, Kai Cipot est formé au NŠ Mura. Il joue son premier match en professionnel le 11 juillet 2019, lors d'une rencontre de Ligue Europa 2019-2020 face au Maccabi Haïfa. Il entre en jeu à la place de Luka Bobičanec (en), et son équipe s'impose sur le score de deux buts à zéro. Cipot inscrit son premier but le 30 octobre 2019, lors d'une rencontre de coupe de Slovénie face au NK Domžale. Il marque après son entrée en jeu et son équipe s'impose à l'issue d'une séance de tirs au but.
Le 25 août 2020, Kai Cipot prolonge son contrat avec le NŠ Mura jusqu'en juin 2024.
Lors de la saison 2020-2021, Cipot remporte le championnat de Slovénie. Le NŠ Mura étant sacré pour la première fois de son histoire,.

### En sélection
Kai Cipot représente l'équipe de Slovénie des moins de 19 ans de 2019 à 2020, où il occupe alors le poste d'attaquant. Il marque son premier but dès sa deuxième apparition, le 7 septembre 2019 contre la Russie, où il est titularisé (2-2 score final). Cipot se fait remarquer en inscrivant au total quatre buts en onze matchs avec cette sélection.
Le 3 juin 2021, Kai Cipot fait sa première apparition avec l'équipe de Slovénie espoirs contre la Macédoine du Nord. Il entre en jeu à la place d'Aljoša Matko (en) et son équipe s'impose par trois buts à zéro.

## Vie privée
Kai Cipot est le fils de Fabijan Cipot, ancien footballeur international slovène. Son frère, Tio Cipot, est également footballeur professionnel et formé par le NŠ Mura.

## Palmarès
NŠ Mura
- Champion de Slovénie
  - 2020-2021